# Les Pugh
Leslie "Les" Pugh (Middletown, Ohio, 18 de septiembre de 1923-Franklin, Ohio,25 de febrero de 1979) fue un jugador de baloncesto estadounidense que disputó dos temporadas entre la BAA y la NBA, y una más en la AAPBL. Con 2,01 metros de estatura, jugaba en la posición de pívot.

## Trayectoria deportiva

### Universidad
Jugó durante su etapa universitaria con los Buckeyes de la Universidad Estatal de Ohio.

### Profesional
Comenzó su andadura profesional en los Columbus Mariners de la liga menor AAPBL, con los que se proclamó campeón, tras derrotar en las finales a los Youngstown Cubs. En 1948 fichó por los Providence Steamrollers, con los que jugó una temporada, en la que promedió 7,7 puntos y 1,0 asistencias por partido.
La franquicia de los Steamrollers desapareció al término de la temporada, por lo que se produjo un draft de dispersión, siendo elegido por los Boston Celtics, quienes lo despidieron antes del comienzo de la nueva campaña. en el mes de noviembre fichó por los Baltimore Bullets, ya con la liga reconvertida en la NBA, donde jugó una temporada en la que promedió 4,5 puntos por partido.

#### Estadísticas en la BAA y la NBA

##### Temporada regular
| Temporada | Edad | Equipo                  | Liga  | P   | TIT | MIN | TC  | TCA | %TC  | 3P | 3PA | %3P | TL  | TLA | %TL  | R.OF. | R.DEF. | REB | ASIS | ROB | TAP | PER | FP  | PTS |
| 1948-49   | 25   | Providence Steamrollers | BAA   | 60  |     |     | 2.8 | 9.3 | .302 |    |     |     | 2.1 | 2.8 | .749 |       |        |     | 1.0  |     |     |     | 2.8 | 7.7 |
| 1949-50   | 26   | Baltimore Bullets       | NBA   | 56  |     |     | 1.2 | 4.9 | .249 |    |     |     | 2.1 | 2.4 | .846 |       |        |     | 0.3  |     |     |     | 2.1 | 4.5 |
| Total     |      |                         | TOTAL | 116 |     |     | 2.0 | 7.1 | .285 |    |     |     | 2.1 | 2.6 | .792 |       |        |     | 0.6  |     |     |     | 2.5 | 6.1 |
|           |      |                         | BAA   | 60  |     |     | 2.8 | 9.3 | .302 |    |     |     | 2.1 | 2.8 | .749 |       |        |     | 1.0  |     |     |     | 2.8 | 7.7 |
|           |      |                         | NBA   | 56  |     |     | 1.2 | 4.9 | .249 |    |     |     | 2.1 | 2.4 | .846 |       |        |     | 0.3  |     |     |     | 2.1 | 4.5 |